# Organització de Lluita del Kurdistan Iranià
L'Organització de Lluita del Kurdistan Iranià, coneguda com a Khabat, que en kurd vol dir ‘Lluita’, és una organització clandestina kurda de l'Iran, fundada el 21 de setembre de 1980 al Kurdistan Iranià. El seu programa incloïa la lluita contra la violència i l'opressió, i pels drets nacionals kurds; posteriorment va iniciar la lluita contra la dictadura iraniana i pels drets iguals per les dones i els nens. El 2006, el grup es va rebatejar amb el nom actual sota el lideratge de Babeshekh Hosseini, fill de Jalal Hosseini.